# 中國長城計算機集團公司
中國長城計算機集團公司（英語：China Great Wall Computer Group Co., Ltd），是於1986年在深圳成立的一家計算機公司，前身是电子工业部计算机工业局长城微型机开发公司，在2003年成為中国电子信息产业集团有限公司的成员。
現時主要業務計算机核心零部件、计算机整机制造、软件和系统集成以及宽带网络和增值服务，计算机核心零部件领域，产品包括磁头、盘基片、硬盘驱动器、显示器、开关电源、板卡、PC机、笔记本电脑、服务器、ATM、税控收款机、投影机、数字电视、网络电表等；在软件和系统集成领域，产品包括面向公安、税务、工商和金融等行业应用的大型信息系统；在宽带网络和增值服务。
旗下上市公司包括冠捷科技（港交所：0903）、長城信息（深交所：000748）、長城電腦（深交所：000066）、長城開發（深交所：000021/200021）等。董事長及總裁為劉烈宏。
而長城科技（港交所除牌前0074.HK）則已私有化除牌。

## 連結
- GreatWall.com.cn（页面存档备份，存于）